# Бекиш, Сергей Вацлавович
Сергей Вацлавович Бекиш (бел. Сяргей Вацлававіч Бекіш; род. 12 августа 1978, Гродно) — белорусский футболист, вратарь, тренер.

## Карьера
Футболом начал заниматься в «МПКЦ». В 1993 году присоединился к мини-футбольной команде «Элита», вместе с которой в сезоне 1994/1995 стал обладателем Кубка Беларуси. В 1995 году начал выступать за клуб «МПКЦ-2», продолжая карьеру за мини-футбольный клуб. В 1996 году футболист перешёл в гродненский клуб «Белкард».
В 1999 году футболист пополнил ряды слонимского «Коммунальника», вместе с которым по итогу сезона стал победителем Первой Лиги. Дебютировал в Высшей Лиге 23 мая 2000 года против гродненского клуба «Неман-Белкард». Футболист на протяжении 2 сезонов был лишь резервным вратарём. В 2001 году, вернувшись в Первую Лигу стал основным вратарём клуба.
В 2002 году перешёл в могилёвский клуб «Днепр-Трансмаш». Провёл за клуб 5 сезонов, за время которых был одним из основных вратарей клуба. В 2007 вернулся в гродненский «Динамо-Белкард». В 2009 году провёл сезон за «Неман». В 2010 году завершил профессиональную карьеру футболиста и стал детским тренером в гродненском «Немане».

## Достижения
Командные
Мини-футбол
«Элита» (Минск)
- Обладатель Кубка Беларуси: 1994/1995

Футбол
«Коммунальник» (Слоним)
- Победитель Первой Лиги: 1999